# Kurzmeldung
Eine Kurzmeldung ist die Weitergabe einer kurzen bzw. knapp gehaltenen Information.

## Journalismus
Im Gegensatz zu einer Nachricht, die als „eine umfangreichere Darstellung […] Antworten auf die für das Thema relevanten journalistischen Fragen (W-Fragen)“ gibt, beschränkt sich die Kurzmeldung „in der Darstellung eines Sachverhaltes/Ereignisses auf das Minimum“. Im Zeitungsjournalismus wird darunter meist eine einspaltige Meldung mit 10–12 Zeilen (zwei bis drei Sätze) verstanden. Ähnlich werden im Fernsehen die Nachrichtenblöcke in den sonst themenbezogenen Nachrichtensendungen – wie z. B. Zeit im Bild (ZIB2, ORF) oder Rundschau-Magazin (BR) – ausschließlich mit Kurzmeldungen gestaltet. Die stündlichen oder halbstündlichen Nachrichtenblöcke in musikorientierten Hörfunkprogrammen werden überwiegend oder ausschließlich mit Kurzmeldungen gestaltet, deren Gesamtumfang bei etwa zwei bis drei Minuten liegt.
Viele Nachrichtenmeldungen werden, solange die Recherche noch andauert, vorab als Eilmeldung (englisch breaking news) herausgegeben, um das Bedürfnis nach besonders schnellen und aktuellen Meldungen zu befriedigen und sind bis zum Erscheinen der ausführlichen Meldung ebenfalls als Kurzmeldung verfügbar. Sie werden teilweise als Laufschrift im Fernsehprogramm eingeblendet (siehe hier auch „Ticker“).

## Sonstige Bedeutungen
Auch in sozialen Netzwerken wie z. B. Twitter oder in der Telekommunikation wie z. B. der SMS-Kurznachrichtendienst können knapp gehaltene Informationen, die meist Einzelpersonen adressieren, als Kurzmeldungen übermittelt werden.